# Hroubovice
Hroubovice település Csehországban, a Chrudimi járásban. Hroubovice Skuteč, Chrast és Luže településekkel határos. Lakosainak száma 335 fő (2024. január 1.).

## Népesség
A település lakosságának változását az alábbi diagram mutatja:
| Lakosok száma | 637  | 623  | 653  | 472  | 402  | 330  | 360  | 353  | 342  | 335  |
|               | 1869 | 1890 | 1921 | 1950 | 1980 | 2001 | 2017 | 2019 | 2022 | 2024 |